# Mollbach (Kirbach)
Der Mollbach ist ein 2⁄3 km langer Waldbach des Strombergs im Stadtgebiet von Sachsenheim des baden-württembergischen Landkreises Ludwigsburg, der zwischen dem zum Sachsenheimer Ortsteil Ochsenbach gehörenden Weiler Kirbachhof und diesem Dorf selbst von rechts in den mittleren Kirbach mündet.

## Geographie

### Verlauf
Der Mollbach entspringt einer Quelle auf etwa 330 m ü. NHN in einer eingekerbten Waldklinge zwischen den Gewannen Tiergarten im Westen und Großer Bromberg im Osten  etwa 1,0 km südöstlich von Kirbachhof, die etwa am Zusammenlaufen dreier sehr kurzer höherer Klingenäste liegt. 
Er fließt zunächst nordostwärts. Nach gut hundert Metern unter den Laubbäumen der Klinge endet diese an der Querung eines unbefestigten Waldweges, der danach dem Bach linksseits folgt. Nunmehr mischen sich auch Fichten unter die begleitenden Bäume und von rechts laufen einige kurze Rinnen mit Sinterabscheidungen zu, die an Unterhangquellen und einem Brunnen entstehen.
Nachdem der gut ausgebaute Waldweg Blaues Sträßle am Mittellauf auf etwa 285 m ü. NHN den Mollbach gequert hat, wendet der Bach sich für die nächsten etwa 150 Meter auf Nordnordwestlauf entlang dem unteren Waldrand; rechtsseits liegt hier im offenen Talgrund des Kirbachs eine Nasswiese. Danach löst er sich vom Wald und läuft nochmals so lange nordnordostwärts über die Kirbachaue, wo ihn Ufergehölz begleitet. Dann fließt er auf etwa 263 m ü. NHN und rund 150 Meter unterhalb der Mündung des Heimentälesbachs von der anderen Seite in den mittleren Kirbach ein.
Der Mollbach mündet nach 0,7 km langem Lauf mit mittlerem Sohlgefälle von rund 98 ‰ etwa 67 Höhenmeter unterhalb seines Ursprungs an der Klingenquelle.

### Einzugsgebiet
Das Einzugsgebiet des Mollbachs ist weniger als 0,4 km² groß und besteht, eine sehr kleine Wiesenfläche in der Kirbachaue ausgenommen, vollständig aus Wald. Die höchsten Punkte liegen an der recht wenig profilierten südlichen Wasserscheide, am Südwesteck auf etwa 383 m ü. NHN und am Südosteck auf etwas über 385 m ü. NHN.
Das Gebiet liegt am mittleren Bergzug des Strombergs, einem Teil des Naturraums Strom- und Heuchelberg. Es gehört in Gänze zum Stadtgebiet von Sachsenheim und ist unbesiedelt.
Im Westen des Einzugsgebietes fließt ein kurzer Hangbach oberhalb, im Osten ein unbeständiger Hangbach unterhalb zum Kirchbach. Den Waldhang jenseits der Wasserscheide auf dem mittleren Stromberg-Höhenzug entwässert der Steinbach oberhalb des Kirbachs zur Metter.

## Geologie
Der im Mittelkeuper verlaufende Bach beginnt seinen Lauf an der Grenze zwischen dem die Höhenzüge des Strombergs bedeckenden Stubensandstein (Löwenstein-Formation) und den darunter ausstreichenden Oberen Bunten Mergeln (Mainhardt-Formation). Etwa am Ende seines kurzen Klingenabschnitts wechselt er in die Unteren Bunten Mergel (Steigerwald-Formation), in deren Schichthöhe er auch mündet.
Am Südwesteck des Einzugsgebietes liegt eine kleine Schichtinsel von Lösssediment aus dem Quartär auf dem Stubensandstein. Ab dem Rand der Kirbachaue fließt der Bach durch holozänes Schwemmland, das um dem Kirbach zuletzt aus Auenlehm besteht.

## Natur und Schutzgebiete
Der Mollbach durchfließt, nachdem er sich am Hangfuß vom geschlossenen Wald gelöst hat, bis zur Mündung das 1,3 ha große Naturdenkmal Weiher und Feuchtgebiet Winterseite. Das Einzugsgebiet liegt im Naturpark Stromberg-Heuchelberg sowie im Landschaftsschutzgebiet Kirbachtal mit angrenzenden Gebieten von Sachsenheim-Häfnerhaslach über Sachsenheim-Hohenhaslach bis Sachsenheim-Kleinsachsenheim, Vaihingen-Horrheim und Vaihingen-Gündelbach.

## Tourismus
Auf der Wasserscheide des mittleren Bergzugs des Strombergs, den teilweise der Mollbach nach Nordosten entwässert, verläuft einer der Rennwege im Stromberg, auf dem ein mit blauem Punkt markierter Wanderweg des Schwäbischen Albvereins verläuft. Kurz vor dem unteren Bergfuß kreuzt am Mittellauf das sogenannte Blaue Sträßle den Mollbach, es ist zugleich ein mit blauem Strich ausgezeichneter Wanderweg dieses Vereins. 

### LUBW
Amtliche Online-Gewässerkarte mit passendem Ausschnitt und den hier benutzten Layern: Lauf und Einzugsgebiet des Mollbachs

Allgemeiner Einstieg ohne Voreinstellungen und Layer: Daten- und Kartendienst der Landesanstalt für Umwelt Baden-Württemberg (LUBW) (Hinweise)
1. 1 2 3 4 5  Höhe nach dem Höhenlinienbild auf dem Hintergrundlayer Topographische Karte.
2. ↑  Länge nach dem Layer Gewässernetz (AWGN).
3. ↑  Einzugsgebiet abgemessen auf dem Hintergrundlayer Topographische Karte.
4. ↑  Natur teilweise nach dem Layer Geschützte Biotope.
5. ↑  Schutzgebiete nach den einschlägigen Layern.

### Andere Belege
1. ↑  Josef Schmithüsen: Geographische Landesaufnahme: Die naturräumlichen Einheiten auf Blatt 161 Karlsruhe. Bundesanstalt für Landeskunde, Bad Godesberg 1952. → Online-Karte (PDF; 5,1 MB)
2. ↑  Geologie nach den Layern zu Geologische Karte 1:50.000 auf: Mapserver des Landesamtes für Geologie, Rohstoffe und Bergbau (LGRB) (Hinweise)